# SK 스파르타 콜린
SK 스파르타 콜린(체코어: SK Sparta Kolín)는 체코 콜린을 연고로 하는 축구단이다. 1912년에 창단되었다.